# Alice Walkerová

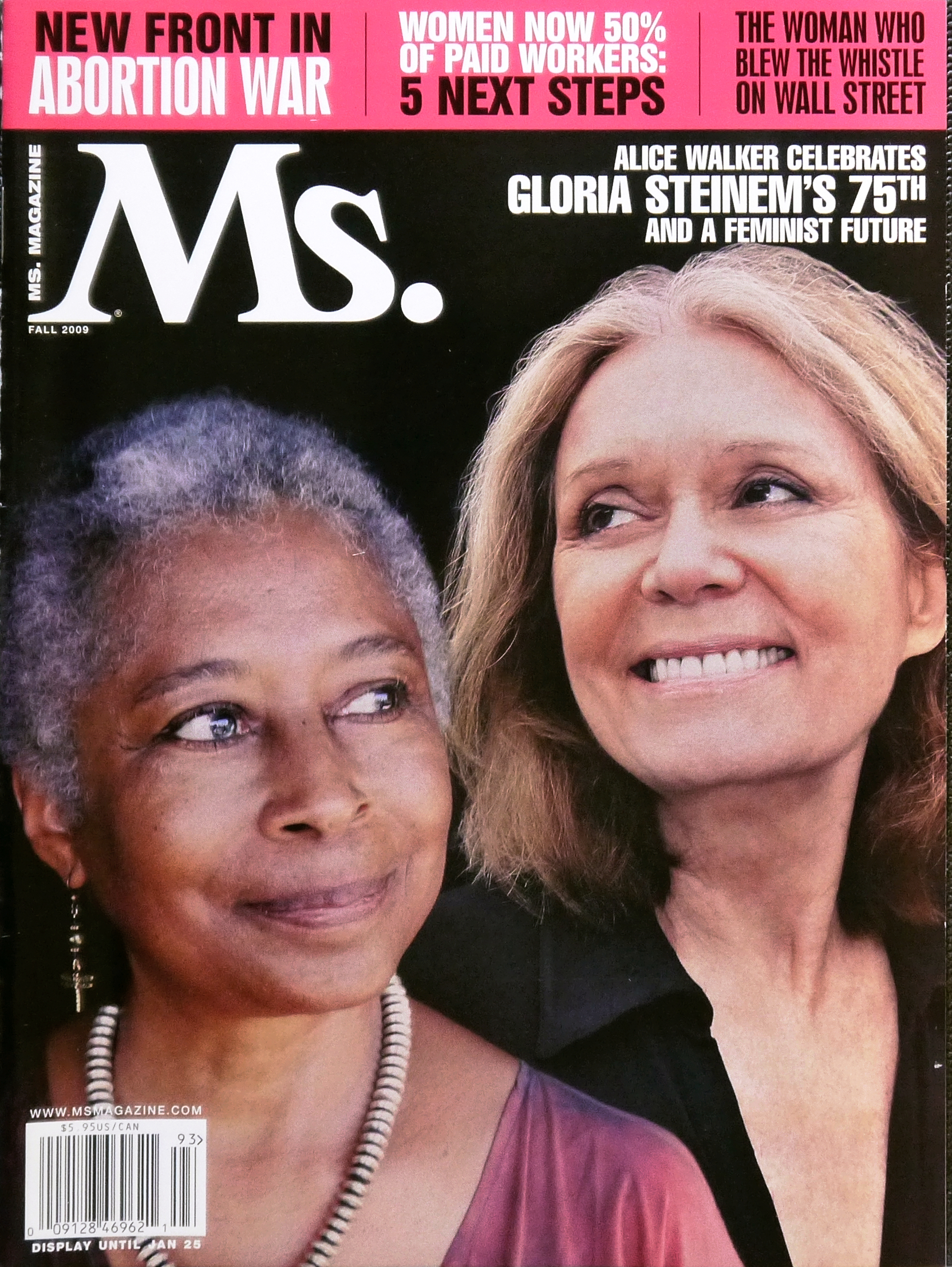
Alice Walker (vlevo) a Gloria Steinem v roce 2009

Alice Malsenior Walkerová (* 9. února 1944, Eatonton, Georgia, USA) je afroamerická spisovatelka a feministka, která v roce 1983 získala Pulitzerovu cenu za knihu Barva nachu (angl. Color Purple).

## Mládí
Alice Walkerová se narodila v Eatontonu ve Spojených státech. Její rodina má nejen africké, ale i indiánské (kmen Čerokíové), skotské a irské předky. Když ji bylo osm, hrála si doma se svými bratry, kteří jí omylem trefili do oka kuličkovou pistolí. Rodiče se ji snažili ošetřit doma, ale její zranění se jen zhoršilo. Po několika dnech ji konečně vzali k lékaři, bohužel pozdě. Oslepla na jedno oko. Časem ranka zvápenatěla a přeměnila se v bílou jizvu. Walkerová nenáviděla to, jak vypadá, i to, jak se jí ostatní posmívali. Po střední škole odešla na Spelmanovu univerzitu v Atlantě a studium dokončila v roce 1965 na univerzitě Sarah Lawrence College v Yonkers, ve státě New York. Jako studentka prvního ročníku strávila léto na studijním výměnném pobytu v Ugandě.

## Dílo
Alice Walkerová je autorkou románů, povídek, esejí a básní. Zaměřuje se na problémy Afroameričanů, zejména žen, a vystupuje proti rasismu, sexismu a násilí. Ve svých knihách se také soustředí na roli černošských žen ve společnosti a v dějinách. Walkerová je díky svým nekonvenčním a ne vždy populárním názorům respektovanou osobou mezi stoupenci liberální politiky. Netají se svojí bisexualitou a sympatizuje s lidmi všech orientací, etnik a ras. Svou první sbírku básní napsala již jako posluchačka Sarah Lawrence College. Od psaní si trochu odpočinula, když pracovala ve státě Mississippi jako aktivistka hnutí za občanská práva v USA.
Ve své kariéře spisovatelky dále pokračovala psaním pro časopis Ms. Magazine. Článek, který napsala v roce 1975, měl významný vliv na to, že se veřejnost znovu začala zajímat o tvorbu Zory Neal Hurstonové. Roku 1973 objevila Walkerová spolu s kolegyní neoznačený spisovatelčin hrob ve Ft. Pierce na Floridě. Na své náklady nechaly místo označit skromným náhrobkem.
Vedle povídek a básní, napsala svůj první román Třetí život Grange Copelanda (The Third Life of Grange Copeland), který vyšel v roce 1970. Roku 1976 byl vydán její druhý román, Meridian. Kniha pojednává o aktivistech, kteří pracovali na americkém Jihu v období hnutí za občanská práva, a obsahuje některé autobiografické prvky.
V roce 1982 vyšlo dosud nejznámější dílo Alice Walkerové, Barva nachu (Color Purple). Příběh mladé černošské ženy, která si probíjí cestu nejen v rasistické společnosti bělochů, ale také v patriarchální černošské společnosti, měl obrovský komerční úspěch, a bezprostřednost postav i celého příběhu zapůsobila na čtenáře bez ohledu na věk, pohlaví či rasu. Kniha se stala bestsellerem.
Walkerová napsala i několik dalších románů, např.: The Temple of My Familiar (dosud nepřeloženo) či Zmocnit se tajemství radosti (Possessing The Secret of Joy), a vydala několik sbírek povídek, básní i dalších publikací.

## Politická činnost
K politické činnosti inspiroval Walkerovou její profesor ze Spelmanovy univerzity, Howard Zinn. Během 60. let působila jako aktivistka hnutí za občanská práva a obhájkyní lidských práv zůstala dodnes.
Zabývá se ochranou životního prostředí, feminismem a ochranou zvířat a vedla kampaň proti ženské obřízce.
Vystupuje rovněž na obranu Kuby a jejích obyvatel, přičemž již několikrát veřejně vystoupila s konstatováním, že je nutné ukončit již několik desítek let trvající embargo ze strany Spojených států. Walkerová Kubu i několikrát navštívila.

## Ocenění
Za knihu Barva nachu získala Alice Walkerová v roce 1983 prestižní Pulitzerovu cenu, jakož i ocenění American Book Award. Dále obdržela cenu O. Henry Award, a to za povídku Kindred Spirits (Spřízněné duše), která vyšla v časopise Esquire v srpnu 1985. Několik dalších ocenění získala za svůj ostrý literární pohled na rasismus a rasistickou společnost.

## Ohlas
V roce 1985 režisér Steven Spielberg natočil podle románu film Purpurová barva. Do hlavních rolí obsadil Whoopi Goldbergovou a Oprah Winfreyovou. Přes řadu negativních ohlasů americké kritiky i diváků film získal 11 nominací na Oscara a někteří recenzenti jej označili za nejlepší film roku 1985.
V roce 2004 se na Broadwayi hrála muzikálová verze, která byla v roce 2023 zfilmována.